# Rond-point de l'Espace
Le rond-point de l'Espace est un carrefour giratoire de La Haie-Fouassière, en France.

## Caractéristiques
Le rond-point de l'Espace est situé à l'entrée nord-ouest du centre de La Haie-Fouassière, une commune de Loire-Atlantique située à une dizaine de kilomètres au sud-est de Nantes. Il est formé par l'intersection des routes départementales 74 (au nord et au sud) et 149 (au nord-ouest et au sud-est) ; une dernière voie, la route de l'Espace, y débouche au sud-ouest. Il s'agit d'un carrefour giratoire circulaire d'environ 60 m de diamètre, à deux voies.
La décoration centrale du carrefour est caractéristique : au centre d'un parterre de pelouse et de fleurs est érigé un muret circulaire portant le nom de la commune, sur lequel s'élève une maquette de soucoupe volante de 12 m de diamètre entourée de trois spationautes de 2 m de hauteur portant chacun un emblème de la commune : une fouace pour le premier, une bouteille de muscadet pour le second et un étendard en forme de Petit Beurre pour le troisième. La soucoupe s'illumine de différentes couleurs à la tombée de la nuit.

## Historique
Le carrefour est construit au début des années 1990 à l'entrée de La Haie-Fouassière, près de l'usine LU qui s'y est installée en 1986. Afin de faire connaître la commune, le conseil municipal décide de l'agrémenter d'un décor radicalement différent des ronds-points des communes avoisinantes, où les pressoirs à vin sont plus courants dans cette région productrice de muscadet. Jean-Claude Imbach, l'architecte de l'usine LU, propose en 1993 de créer un décor futuriste représentant une soucoupe volante entourée de spationautes ayant fait provision de produits locaux avant de quitter la Terre pour un voyage galactique. Le coût de la construction s'élève à 2 700 000 francs (équivalents à environ 580 000 euros en 2018) ; la moitié de cette somme est prise en charge par la société LU, afin que l'entreprise compense auprès de la commune la perte de la taxe professionnelle dont l'usine est exonérée les premières années de son fonctionnement.
La décoration est controversée dès sa création : lors de son inauguration en juin 1994 se tient une manifestation dénonçant un gaspillage d'argent public. Le rond-point a été le sujet de reportages télévisés dans des émissions comme Combien ça coûte ?, Du fer dans les épinards ou Y'a pas photo. L'ancien ministre de la Culture Jack Lang, dans son ouvrage Ouvrons les yeux !, le cite comme exemple parmi les ronds-points qu'il estime enlaidir le pays,. Un concours organisé par l'association Contribuables associés le classe comme 8e rond-point le plus laid de France,.
Le maire de La Haie-Fouassière, Jean-Pierre Bouillant, voit dans cette publicité, même négative, une occasion de faire parler de la ville. Le rond-point n'a d'ailleurs pas que des détracteurs et il a séduit des personnalités, comme Jean Carmet ou Jean Giraud, et des anonymes. En 2011, le chanteur Philippe Katerine y tourne le clip de sa chanson T'es ok. En 2016, il fait partie des 12 ronds-points sélectionnés par la Roundabout Appreciation Society (en) sur son calendrier annuel, étendant sa notoriété au-delà des frontières françaises.
Le rond-point est fréquemment vandalisé et a subi des dégradations nocturnes, dont le vol des trois spationautes. Pour lutter contre ce phénomène, la municipalité a creusé autour du rond-point un fossé entouré de barbelés et placé des caméras de surveillance.